# ロリス科
ロリス科（ロリスか、Lorisidae）は、哺乳綱霊長目に分類される科。オランダ語で道化師を意味するLorisが名の由来である。

## 分類
原記載ではLoridaeだったが、Lorisidaeという学名が多く用いられるようになってしまった。2002年にICZNの強権により、引き続きLorisidaeを使用することが認められた。
キツネザル型下目に分類し、ガラゴ科と共にロリス上科Lorisoideaを設ける説もある。
以前はガラゴ科に分類される種も含めており、ガラゴ亜科Galaginaeとして分類されていた。アジアに分布する属をロリス亜科Lorisinae、アフリカに分布する属をポト亜科Perodicticinaeに分類する説もある。
本科の系統関係に関しては、分子系統解析で本科が単系統群であることを強く支持する解析がなく2015年の時点では定説がない。一例として2015年に発表されたロリス型下目86標本のミトコンドリアDNAのシトクロムbでは、ガラゴ科・ロリス亜科・ポト亜科がそれぞれ単系統群であることが強く支持された。一方でアフリカに分布する2属（ポト亜科）がガラゴ科に近縁という解析結果が得られてしまい、本科が偽系統群という解析結果が得られた。この解析では分岐年代が37,850,000年前（42,400,000 - 32,960,000年）と古い解析結果が得られたことから、ポト亜科を独立した科とすることも示唆されている。
ポトの亜種を独立種とする説もある。上記と同じく2015年に発表された本科のミトコンドリアDNAのシトクロムbの分子系統解析では、分岐年代が5,000,000年前以上であるとしてヒガシポトP. ibeanus・ミルンエドワードポトP. edwardsiを分割する説が支持された。1996年には産地不詳の2標本をもとにニセポトPseudopotto martiniが記載されているが、ポト属の範囲に含めるなど分類に定説がない。
スローロリス属に繋がる系統では、レッサースローロリスがほかのスローロリス属の姉妹群となることが推定されている。2022年にはレッサースローロリスのみで構成される新属Xanthonycticebusが提唱された。
以下の分類は、レッサースローロリスについてはNekaris & Nijman (2022) に従い、そのほかの分類・和名・英名は、日本モンキーセンター和名リスト (2024) に従う。
- ロリス亜科 Lorisinae
  - スレンダーロリス属 Loris
    - Loris lydekkerianus ハイイロスレンダーロリス Gray slender loris
    - Loris tardigradus アカスレンダーロリス Red slender loris

  - スローロリス属 Nycticebus
    - Nycticebus bancanus バンカスローロリス Bangka slow loris[注釈 1]
    - Nycticebus bengalensis ベンガルスローロリス Bengal slow loris[注釈 2]
    - Nycticebus borneanus ボルネオスローロリス Bornean slow loris[注釈 1]
    - Nycticebus coucang スンダスローロリス Sunda slow loris
    - Nycticebus hilleri スマトラスローロリス Sumatran slow loris[注釈 3]
    - Nycticebus javanicus ジャワスローロリス Javan slow loris[注釈 4]
    - Nycticebus kayan カヤンスローロリス Kayan slow loris[注釈 1]
    - Nycticebus menagensis フィリピンスローロリス Philippine slow loris[注釈 5]

  - Xanthonycticebus
    - Xanthonycticebus pygmaeus レッサースローロリス Lesser slow loris[注釈 6]
- ポト亜科 Perodicticinae
  - アンワンティボ属 Arctocebus
    - Arctocebus aureus ゴールデンアンワンティボ Golden angwantibo
    - Arctocebus calabarensis アンワンティボ Angwantibo

  - ポト属 Perodicticus
    - Perodicticus edwardsi ミルンエドワーズポト Milne-Edwards's potto
    - Perodicticus ibeanus ヒガシポト East African potto
    - Perodicticus potto ポト Potto